# Julio Cozzi
Pour les articles homonymes, voir Cozzi.
Julio Cozzi, né le 14 juillet 1922 à Buenos Aires et mort le 25 septembre 2011 à Buenos Aires, est un footballeur international argentin.

## Carrière
Il débute avec Platense à 18 ans en jouant contre Atlanta. Après 8 saisons dans le club de ses débuts, il part dans le championnat colombien, jouer avec l'équipe des Millonarios. Il y remporte 4 titres de champion. Il jouait notamment avec Alfredo Di Stéfano et Adolfo Pedernera. En compagnie de ces deux derniers, il gagne également le Championnat sud-américain de football de 1947 avec Albiceleste. Il retourne ensuite à Platense, puis signe à l'Independiente et finalement il termine sa carrière aux Millonarios, dans le club qui l'a couvert de titres. Il meurt le 25 septembre 2011, d'une crise cardiaque à l'âge de 89 ans.

## Palmarès
- Champion de Colombie en 1949, 1951, 1952 et 1953 avec Millonarios.
- Championnat sud-américain de football de 1947 avec l'Argentine
- Coupe de Colombie en 1953 avec Millonarios.